# Sint-Martinuskerk (Maastricht)
De Sint Martinuskerk of Sint-Maartenskerk is een neogotisch kerkgebouw in de Nederlandse stad Maastricht. Het gebouw van architect Pierre Cuypers is gelegen in het historische stadsdeel Wyck, tussen de Rechtstraat en de rivier de Maas. De kerk is een van de vier Rooms-katholieke parochiekerken in het centrum van Maastricht en is gewijd aan de heilige Martinus van Tours. In de van oorsprong middeleeuwse kerk bevindt zich het dertiende-eeuwse beeld van de Zwarte Christus van Wyck, een van de populaire volksdevoties van Maastricht.

## Geschiedenis

### Oude kerk
De voorganger van de huidige Sint-Martinuskerk, meestal aangeduid als Sint-Maartenskerk, was een van de vier middeleeuwse parochiekerken van Maastricht, waarvan er nog maar twee over zijn. De gotische kerk was waarschijnlijk niet de eerste kerk op deze plek, want in een dertiende-eeuwse oorkonde wordt vermeld dat de kerk al in de negende eeuw werd geschonken aan het kapittel van de Onze-Lieve-Vrouwekerk. De kerk bestond in elk geval in 1157, aangezien ze toen in een pauselijke bul werd genoemd.
Bij de sloop van de kerk in 1857 werd een fragment gevonden van een Romeins beeld van Mercurius. De 70 cm hoge torso van kalksteen van Norroy is door Titus Panhuysen gedateerd op het derde kwart van de eerste eeuw AD. Het fragment werd op twee meter diepte onder de fundering van het koor aangetroffen. Dit zou kunnen wijzen op een zeer oude sacrale functie van deze plaats, die hoogstwaarschijnlijk direct aan een Romeinse hoofdweg lag (de zogenaamde Via Belgica). In de Maastrichter Pastoorstraat, aan de zuidzijde van de kerk, zijn vroegmiddeleeuwse graven gevonden met Merovingisch vaatwerk.
Van de foto's, tekeningen en opmetingen die in 1852-54 zouden zijn verricht resteert niets meer. Het archief was al eerder grotendeels verloren gegaan. Hierdoor is de kennis van het middeleeuwse bouwwerk en het gebruik als parochiekerk gebrekkig. Wel zijn enkele negentiende-eeuwse schilderingen en tekeningen bewaard. Waarschijnlijk kwam de eenvoudige, driebeukige kerk grotendeels aan het eind van de vijftiende eeuw tot stand, althans volgens de Maastrichtse humanist en schrijver Herbenus (1451-1538) werd de kerk in zijn tijd vrijwel vanaf de fundamenten herbouwd. Waarschijnlijk werd de romaanse onderbouw van het koor gehandhaafd. De kerktoren lag aan de kant van de Maas en maakte door de verschillende geledingen en profileringen een rijkere indruk. In de zuidelijke zijbeuk bevond zich een fraai gebeeldhouwd ingangsportaal in renaissancestijl. Tegen de zuidzijde van het koor was een aparte kapel gebouwd, de Sint-Annakapel, later gebruikt als sacristie. Zowel bij het Beleg door Parma (1579) als bij latere belegeringen had de kerk te lijden van beschietingen. De oorlogsschade opgelopen bij het Beleg door Kléber (1794) heeft waarschijnlijk bijgedragen aan de ondergang van de kerk.
Aan de oude Sint-Maartenskerk waren vijf broederschappen verbonden. De oudste was waarschijnlijk die van Sint-Anna, gesticht in 1519 of eerder. Deze broederschap had een eigen kapel in de kerk. Aan het einde van de zestiende eeuw leed de broederschap een kwijnend bestaan. In 1657 kreeg de devotie tot de heilige Anna nieuw leven ingeblazen, doordat kanunnik Andries van Buel bij de paus een nieuwe aflaat voor de broederschap wist te verwerven. De broederschap telde vier meesters en een wisselend aantal leden, waarvan 30-40 flambouwdragers. Leden kwamen uit Maastricht en omgeving, Hasselt, Tongeren, tot aan Henegouwen aan toe. Nauwelijks minder oud dan de Sint-Annabroederschap was die van Onze Lieve Vrouw, voor het eerst vermeld in 1526. De laatste vermelding dateert uit 1682, maar mogelijk was de in 1727 gestichte Broederschap van het Heilig Scapulier van de Berg Karmel er een voortzetting van. Andere broederschappen waren gewijd aan de Zoete Naam Jezus (vermeld in 1556) en aan Sint-Martinus (voor het eerst vermeld in 1659; heropgericht in 1808).
De bouwvallig geworden middeleeuwse kerk werd in 1855 afgebroken, ondanks felle protesten van onder anderen Victor de Stuers en Alexander Schaepkens. Laatstgenoemde schilderde en tekende de oude Sint-Maartenskerk en omgeving meermaals rond het midden van de negentiende eeuw. Onderstaand twee olieverfschilderingen, een kleurenlitho en een gravure:

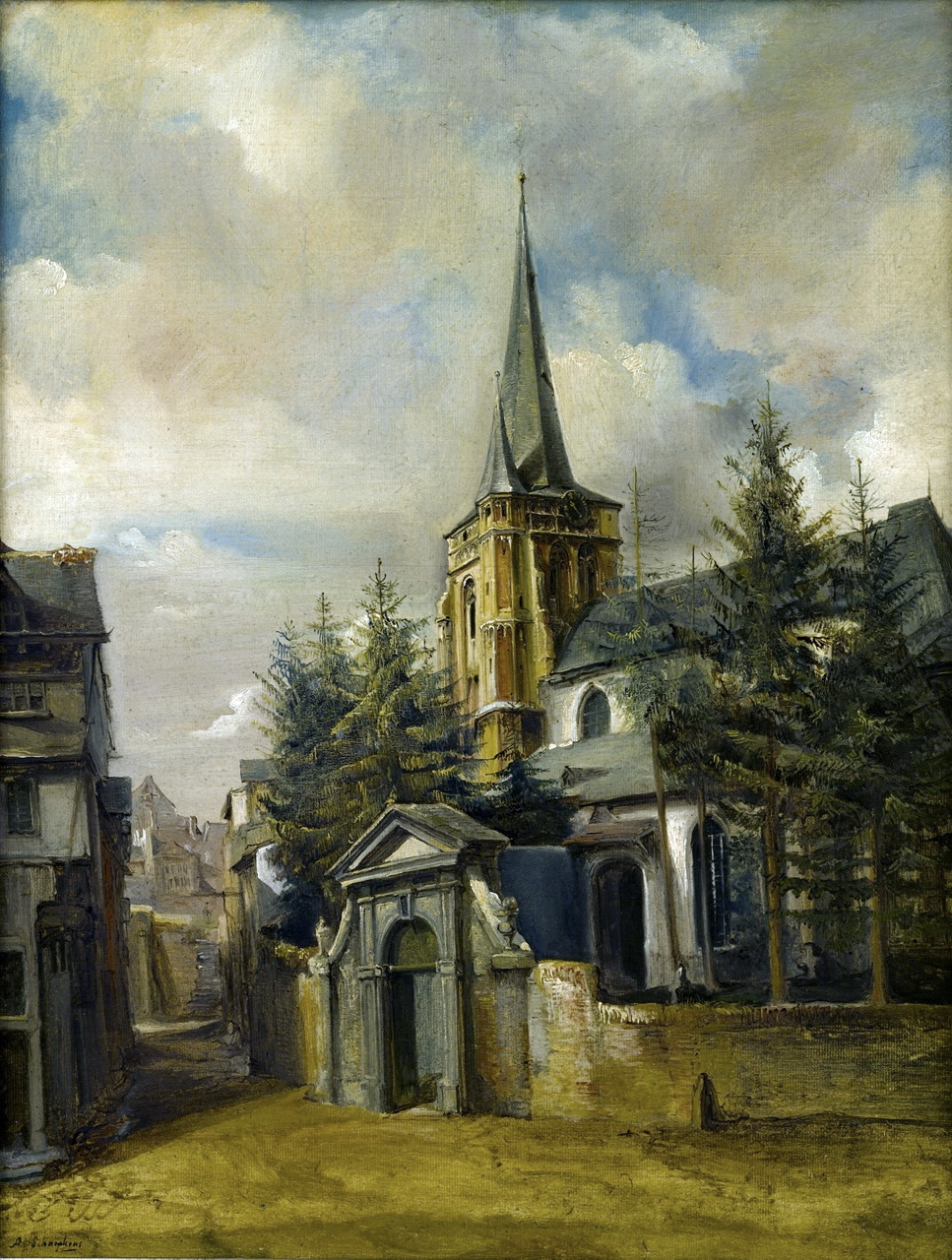
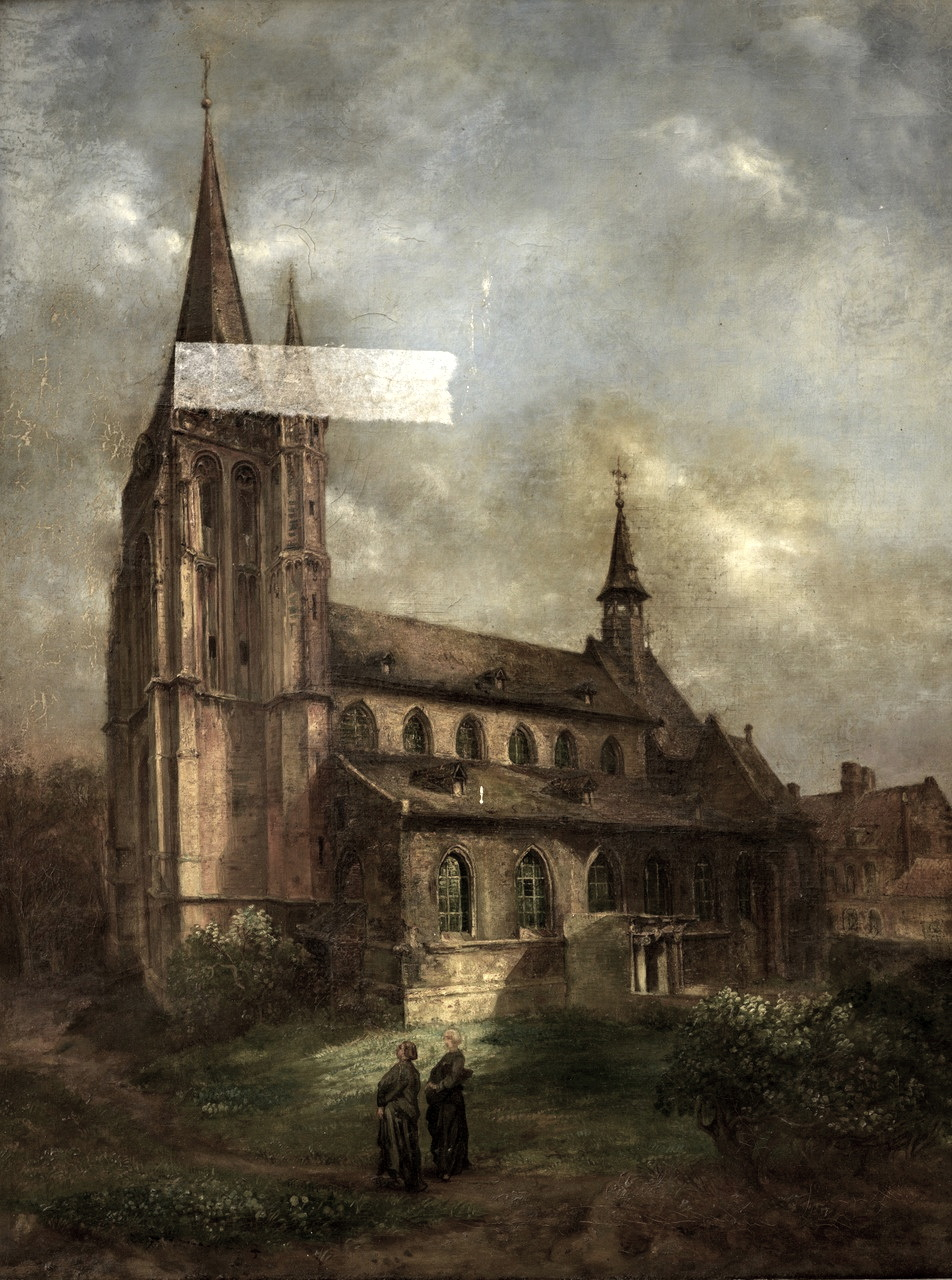
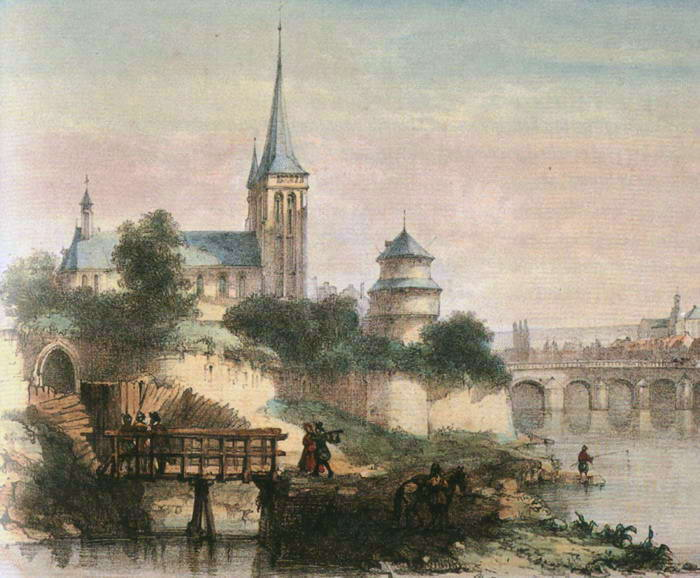
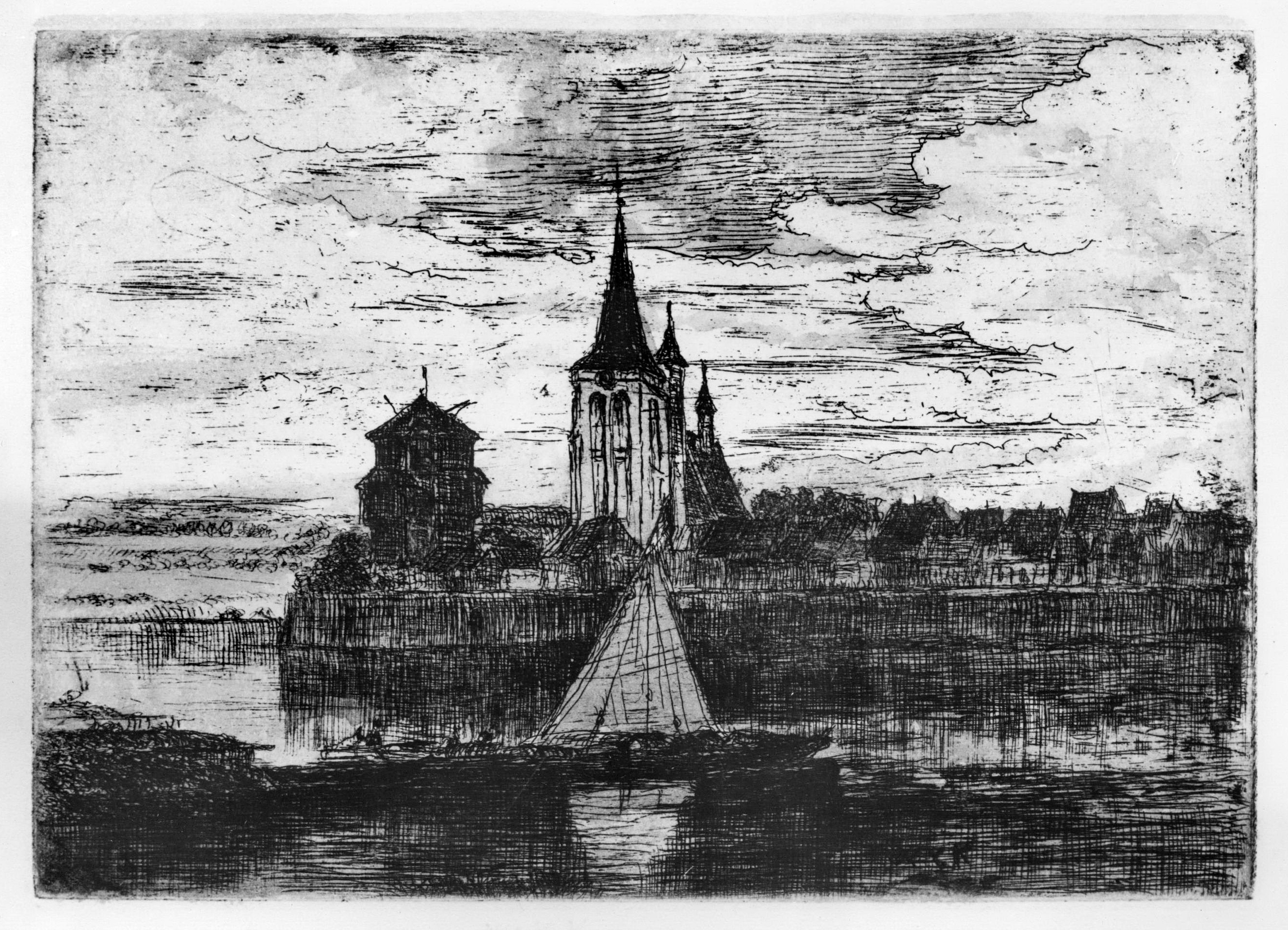

### Nieuwe kerk

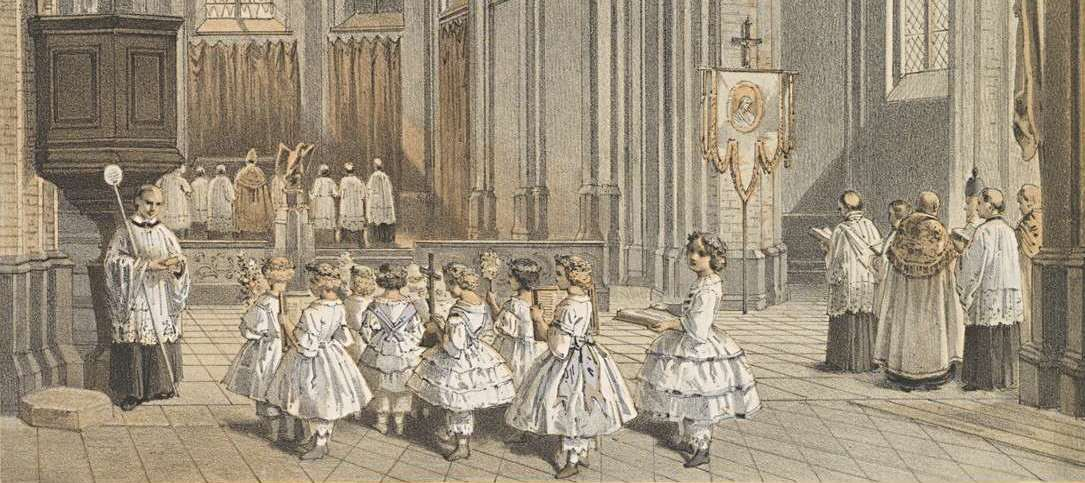
Inwijding van de nieuwe kerk (detail kleurenlitho Alexander Schaepkens, 1858)

In de jaren 1857-58 werd de huidige kerk gebouwd naar een ontwerp van Pierre Cuypers. In 1857 verscheen naar aanleiding van de eerstesteenlegging een bundel met gedichten en prozastukjes in het Nederlands, Frans en Duits, uitgegeven door onder anderen André van Hasselt en Auguste Clavareau. Laatstgenoemde schreef voor deze gelegenheid zijn treurdicht L'Ange sur les ruines du temple Saint-Martin à Wyck-Maestricht.
Op 8 december 1858 vond de inwijding van de kerk plaats door bisschop Joannes Paredis van Roermond.
De naast de kerk gelegen Wycker Kruittoren werd in 1868 gesloopt, naar verluidt omdat de pastoor het vervallen gebouw niet bij de nieuwe kerk vond passen. Door de jaren heen hebben er diverse restauraties plaatsgevonden. In 1923 werden aan de koorzijde een sacristie en pastorie toegevoegd, beide ontworpen door Alphons Boosten.

## Beschrijving

### Exterieur
De Sint-Martinuskerk is een driebeukige neogotische kruisbasiliek, die niet georiënteerd is. De architectuur is aan de Franse vroeggotiek ontleend. De muren zijn van baksteen met hardstenen details en de daken zijn met leien gedekt. De 70 m hoge kerktoren rijst op uit het midden van de oostgevel en heeft haakse steunberen en een ingesnoerde naaldspits. Het dak en de torenspits hebben kleine dakkapellen. Het koor, middenschip en dwarsschip zijn even hoog. De viering werd oorspronkelijk geaccentueerd door een dakruiter, maar deze is bij een restauratie in de jaren vijftig verwijderd. De hoofdingang bevindt zich aan de Rechtstraat. Het beeldhouwwerk van het portaal is van Wim Visser (1946).
Rondom de kerk zijn diverse grafzerken en grafkruisen te vinden, waarvan de meeste ouder zijn dan de huidige kerk. Een gedenksteen herinnert aan een schenking aan de kerk van de militaire gouverneur, Claude-Frédéric t'Serclaes van Tilly.

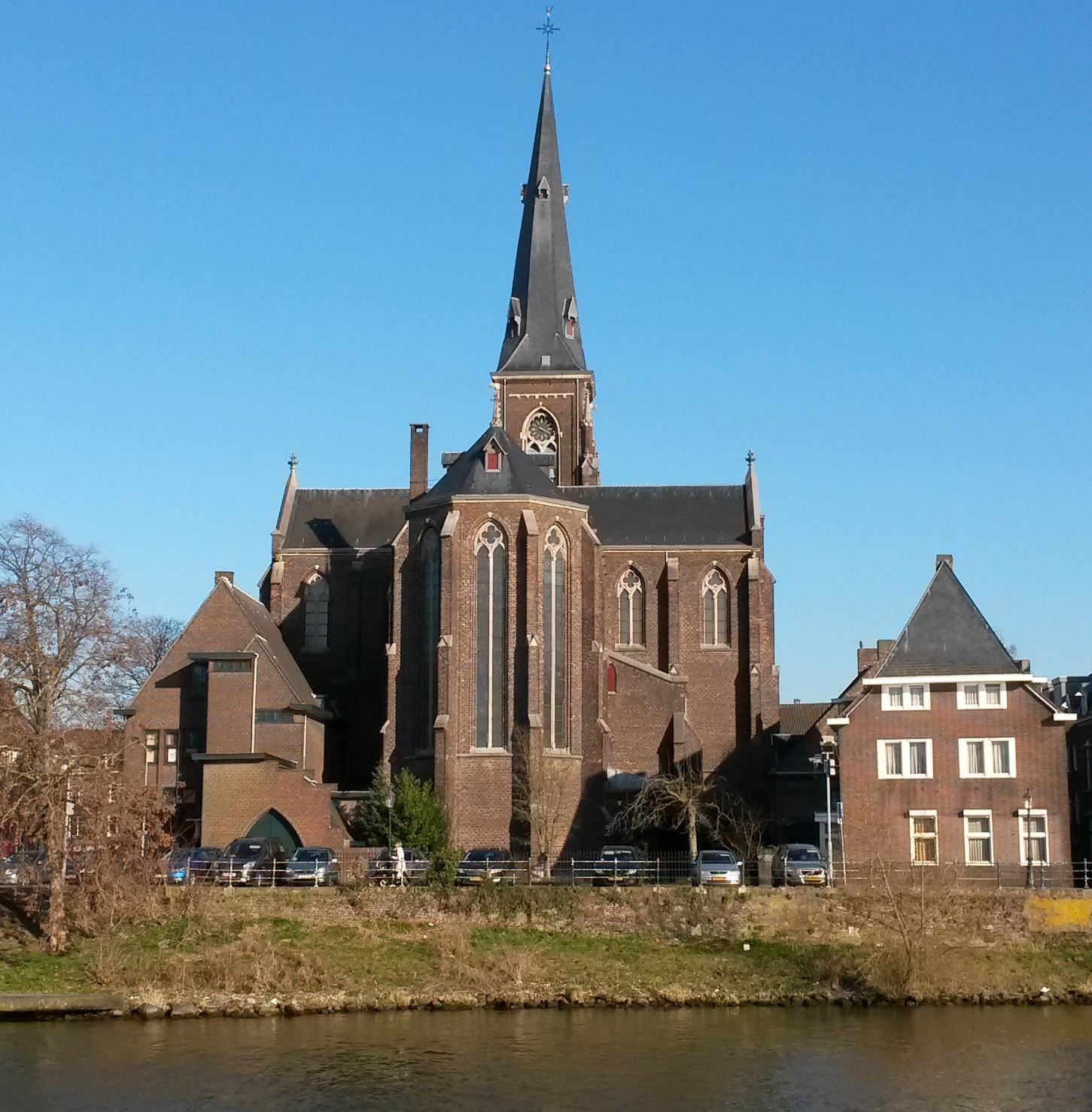
Zicht vanaf de Maas
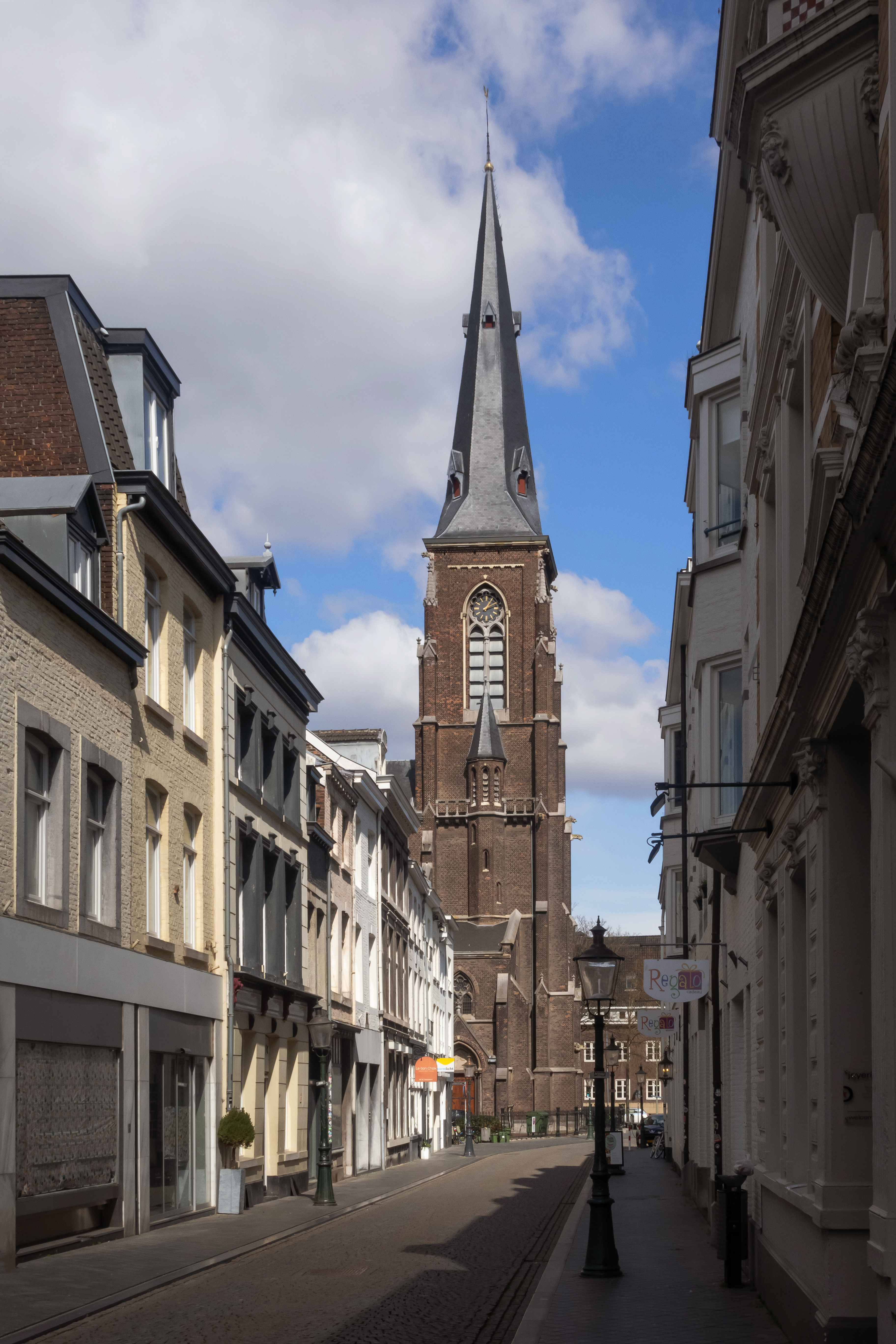
Toren vanaf de Rechtstraat
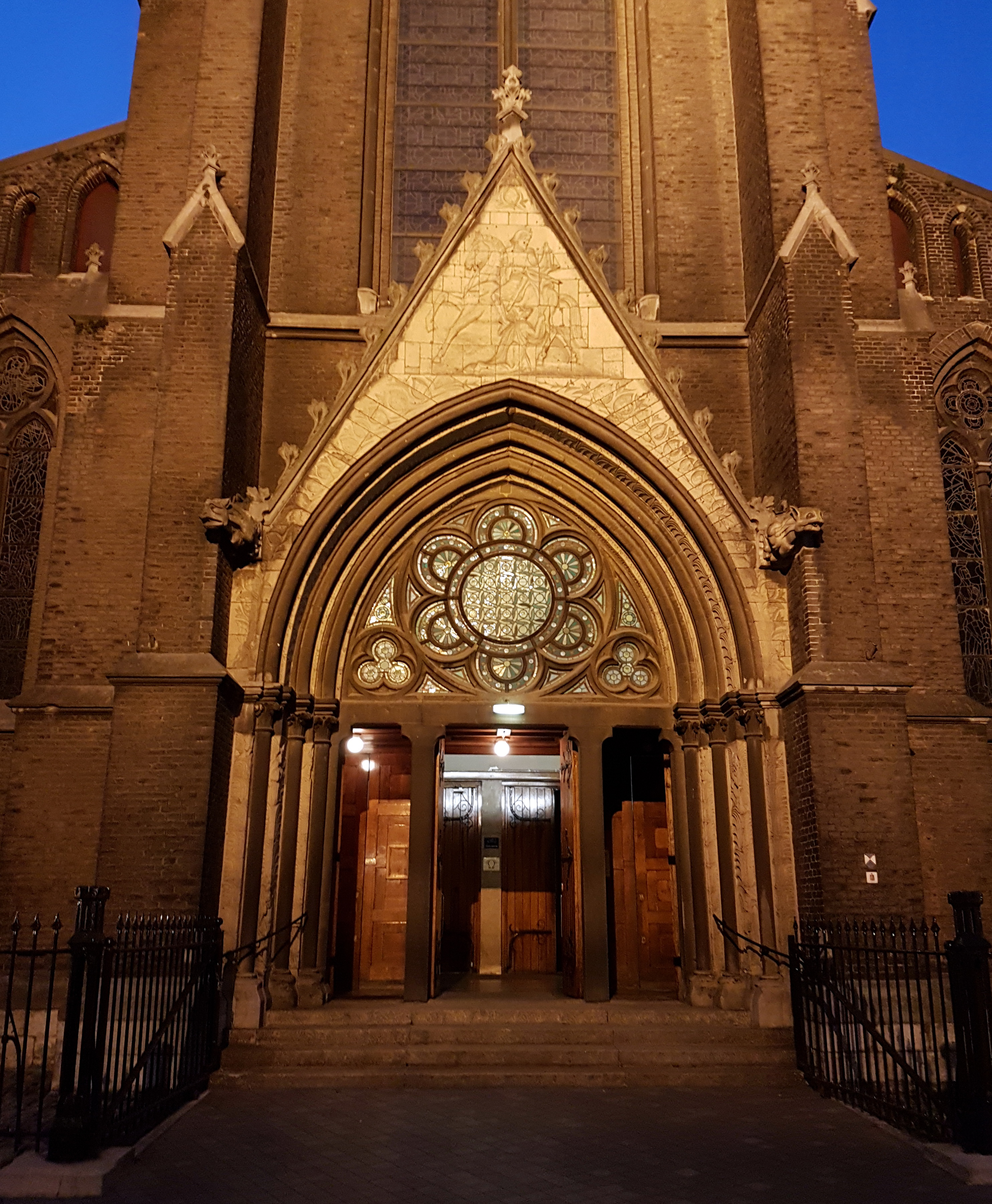
Hoofdportaal Rechtstraat
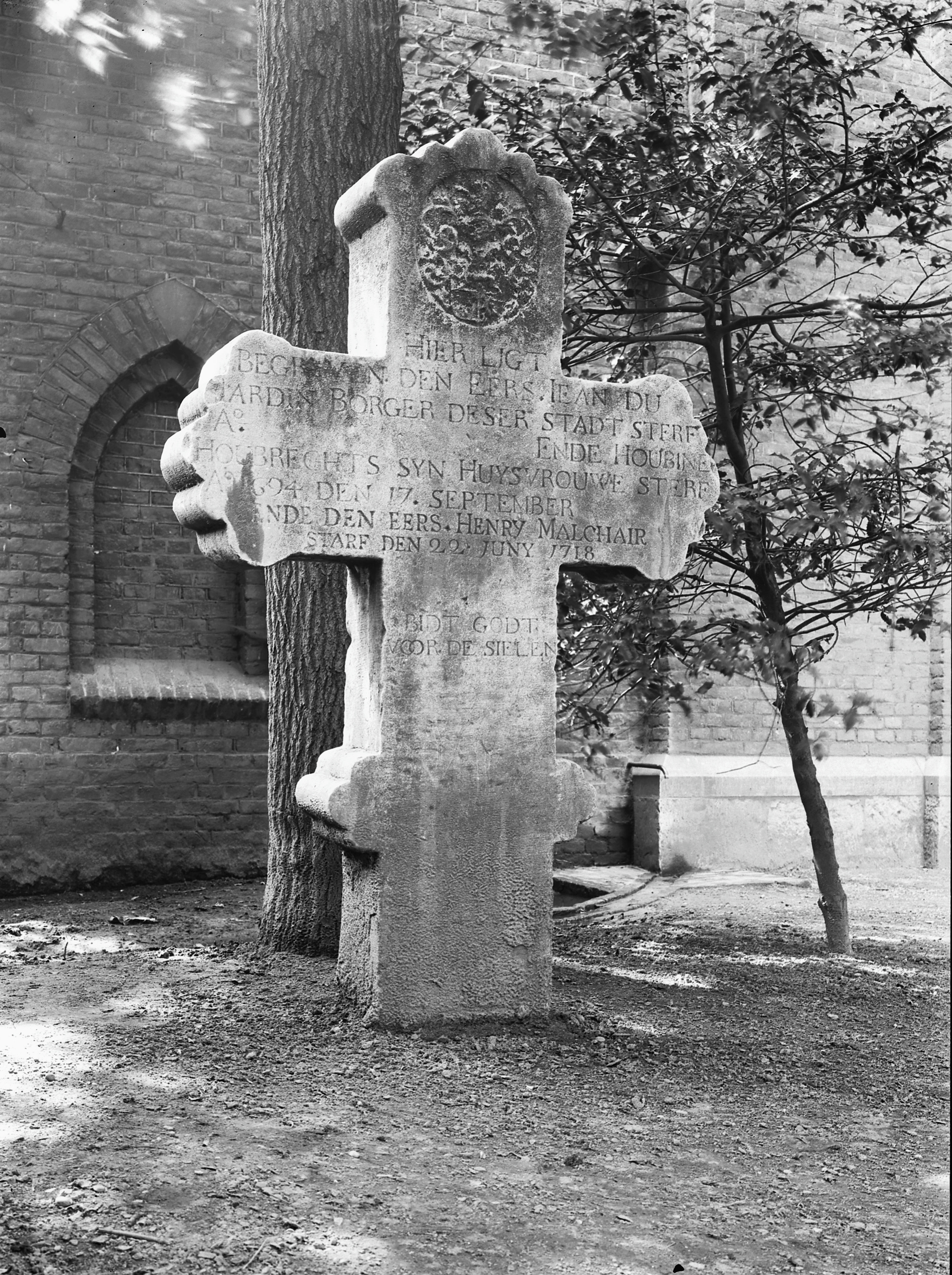
18e-eeuws grafkruis

### Interieur
De kerk heeft slanke pijlers met colonnetten en hoge kruisribgewelven. De door Cuypers ontworpen neogotische beschildering van het interieur is in 1958 grotendeels onder de witkwast verdwenen. Bijzonder is een kraagsteen met een portret van architect Cuypers, waarvan in het Cuypershuis in Roermond een gipsafgietsel wordt bewaard. De gebrandschilderde ramen zijn deels negentiende-eeuws, deels modern (van onder anderen Jean den Rooijen, Pieter Wiegersma, Leo Reihs, Jérôme Goffin, Huub Loontjens en Hans Truijen). Het gebrandschilderde raam van Sint-Cecilia op het oksaal is van Jérôme Goffin, evenals het raam in de doopkapel met de voorstelling van de legende van het zwarte corpus van Christus. Delen van de inventaris, zoals hoofdaltaar, biechtstoelen, communiebank en koorbanken dateren uit 1866-67 en zijn afkomstig van het atelier Cuypers-Stoltzenberg.

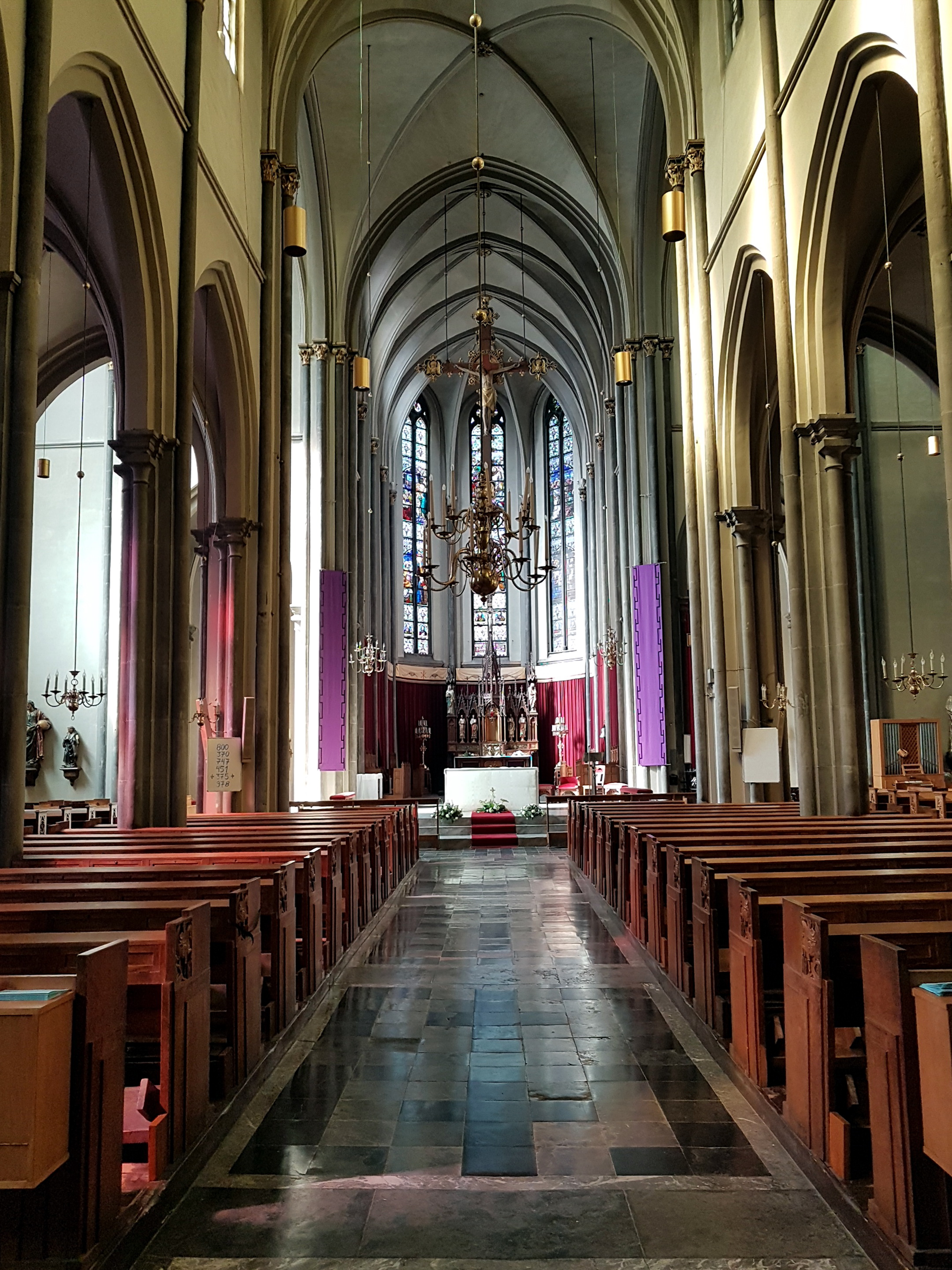
Zicht naar het koor
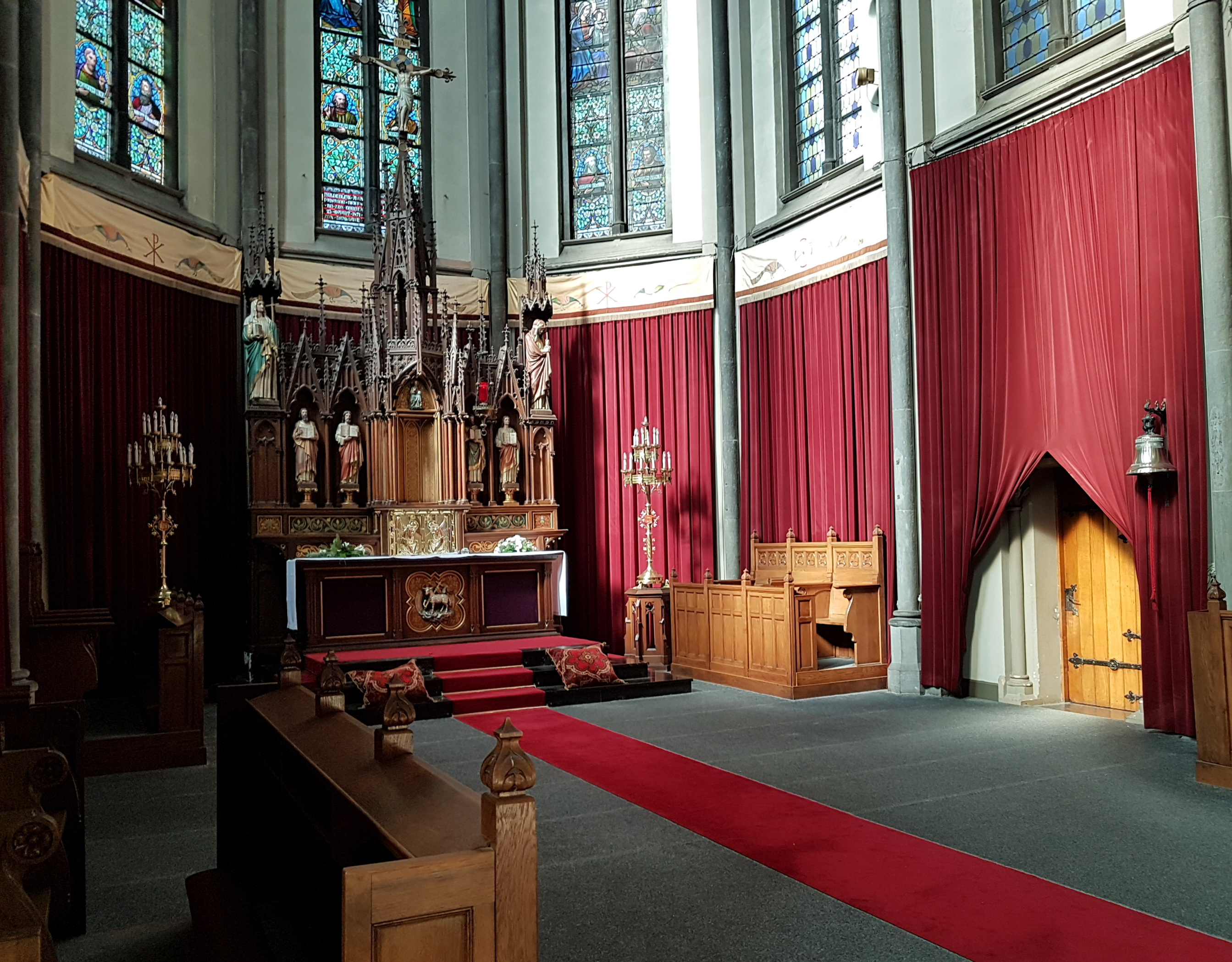
Detail koor met hoofdaltaar
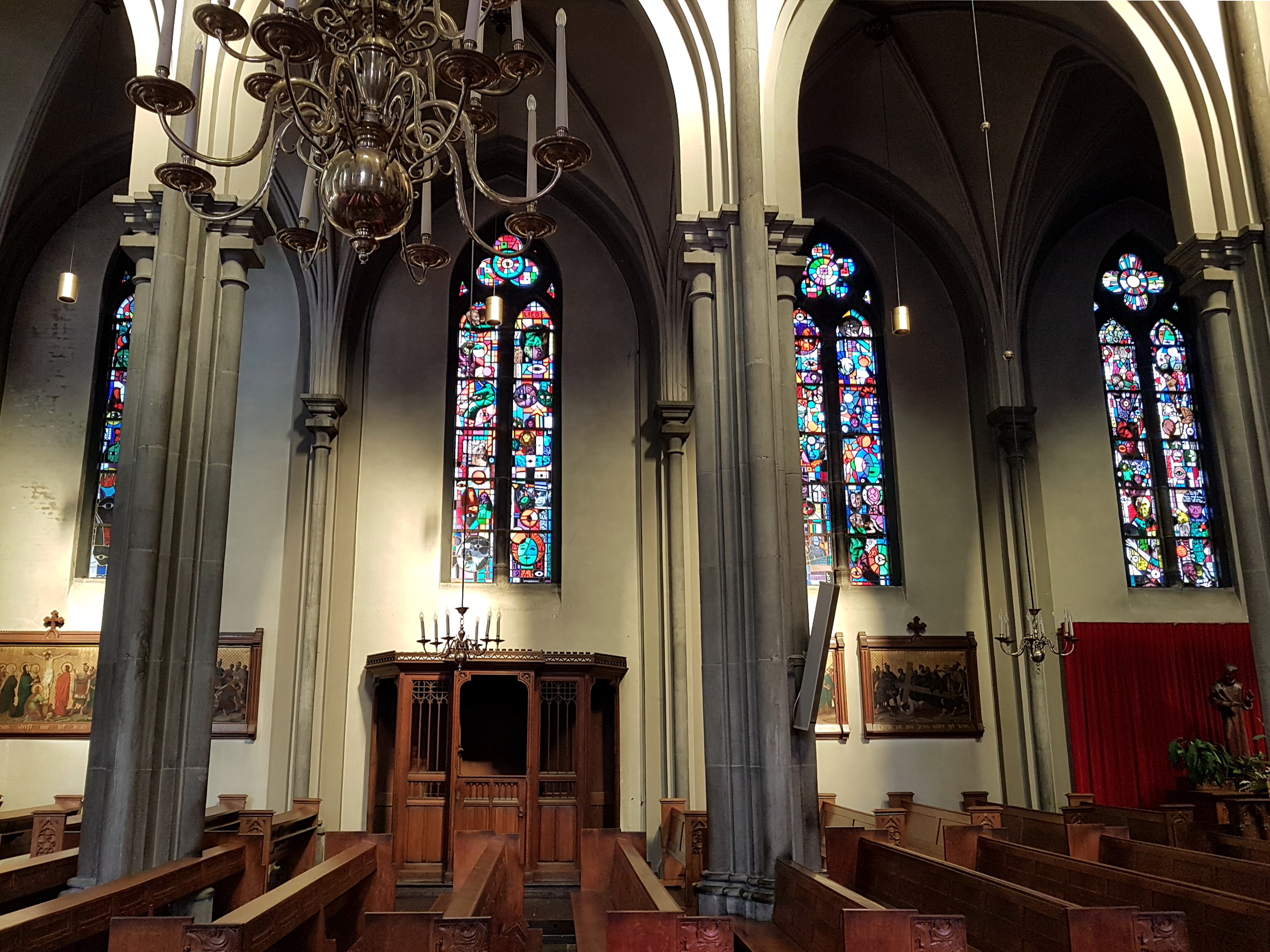
Zijbeuk
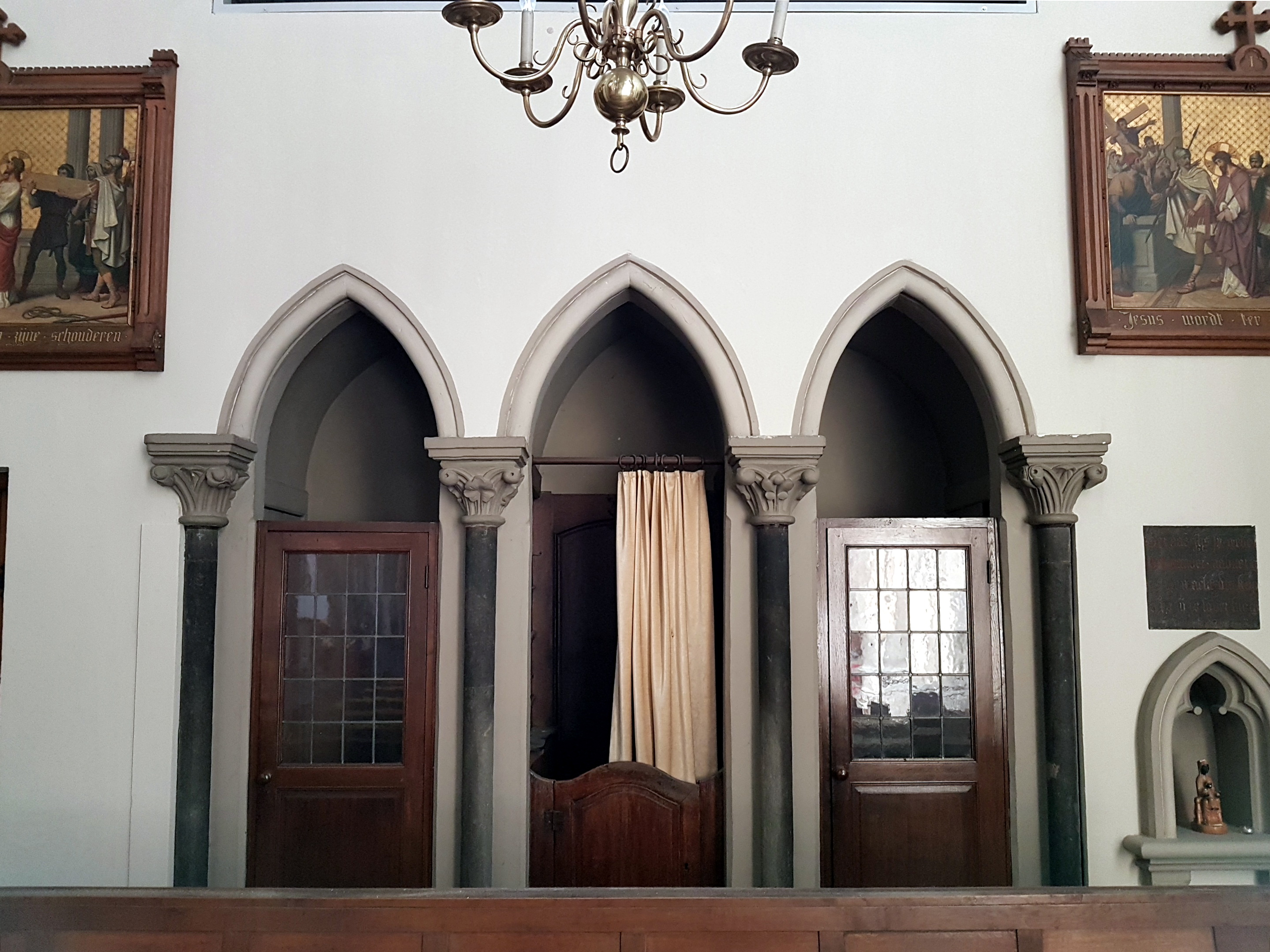
Ingebouwde biechtstoel

### Beelden, schilderijen en andere kunstvoorwerpen
De kerk bezit diverse beelden, waarvan de zogenaamde Zwarte Christus van Wyck het voornaamste is. Het Christus-corpus van notenhout uit de dertiende of veertiende eeuw hangt aan een eenvoudig blankhouten kruis in het noordertransept. Een beeld van Christus als Salvator Mundi (met wereldbol) wordt geflankeerd door Sint-Odilia en Sint-Gillis (Sint-Egidius). Boven de hoofdingang hangt een reliëf met de heilige Martinus en de bedelaar. Tot het interieur van de kerk behoren verder een uit de middeleeuwse kerk afkomstig geelkoperen doopvont uit 1482 van Johannes van Venlo met een deksel uit 1717 en een kroonluchter uit de achttiende eeuw. Eveneens uit de oude kerk overgebracht is een grafsteen uit 1509.

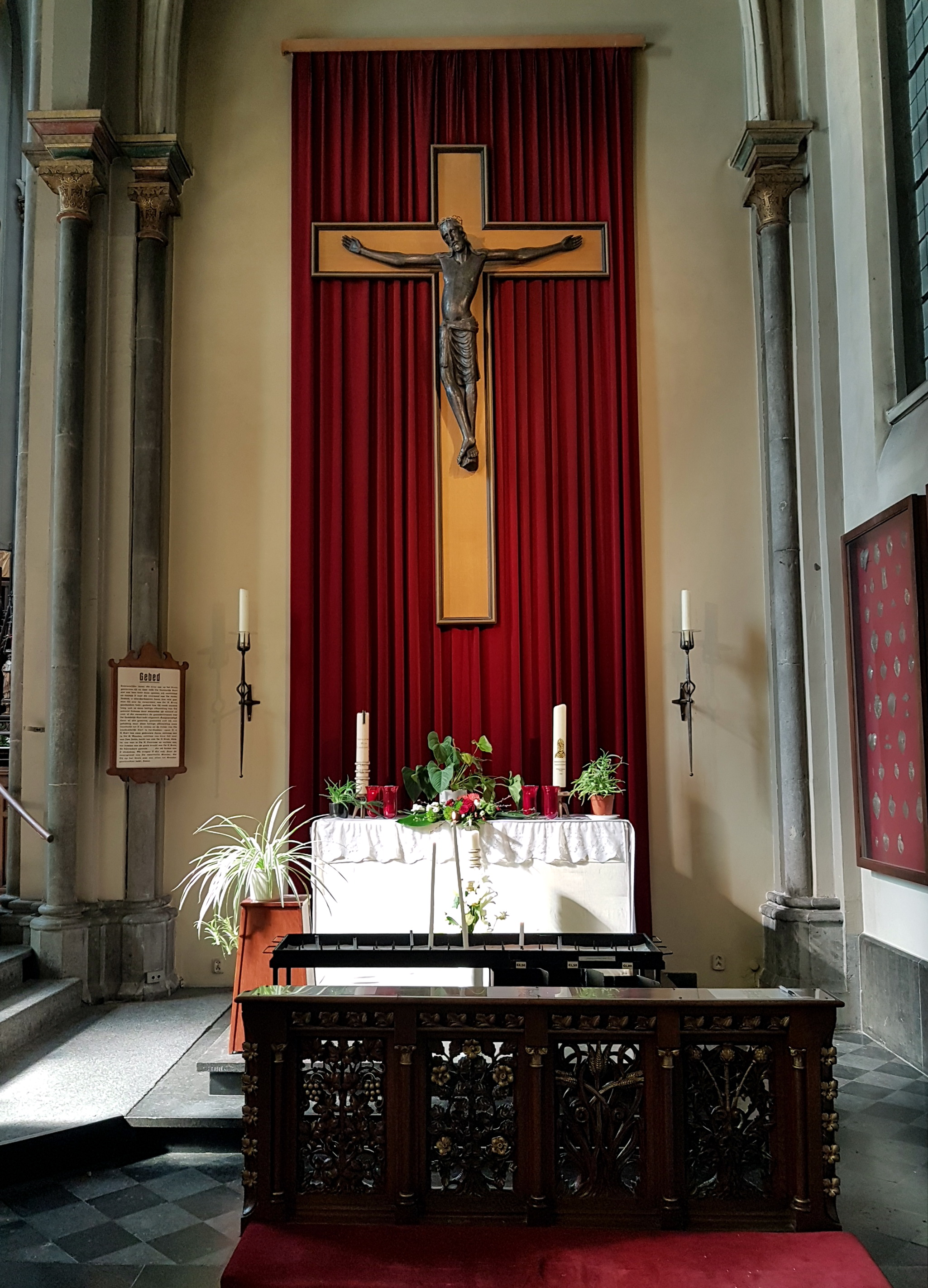
Zwarte Christus
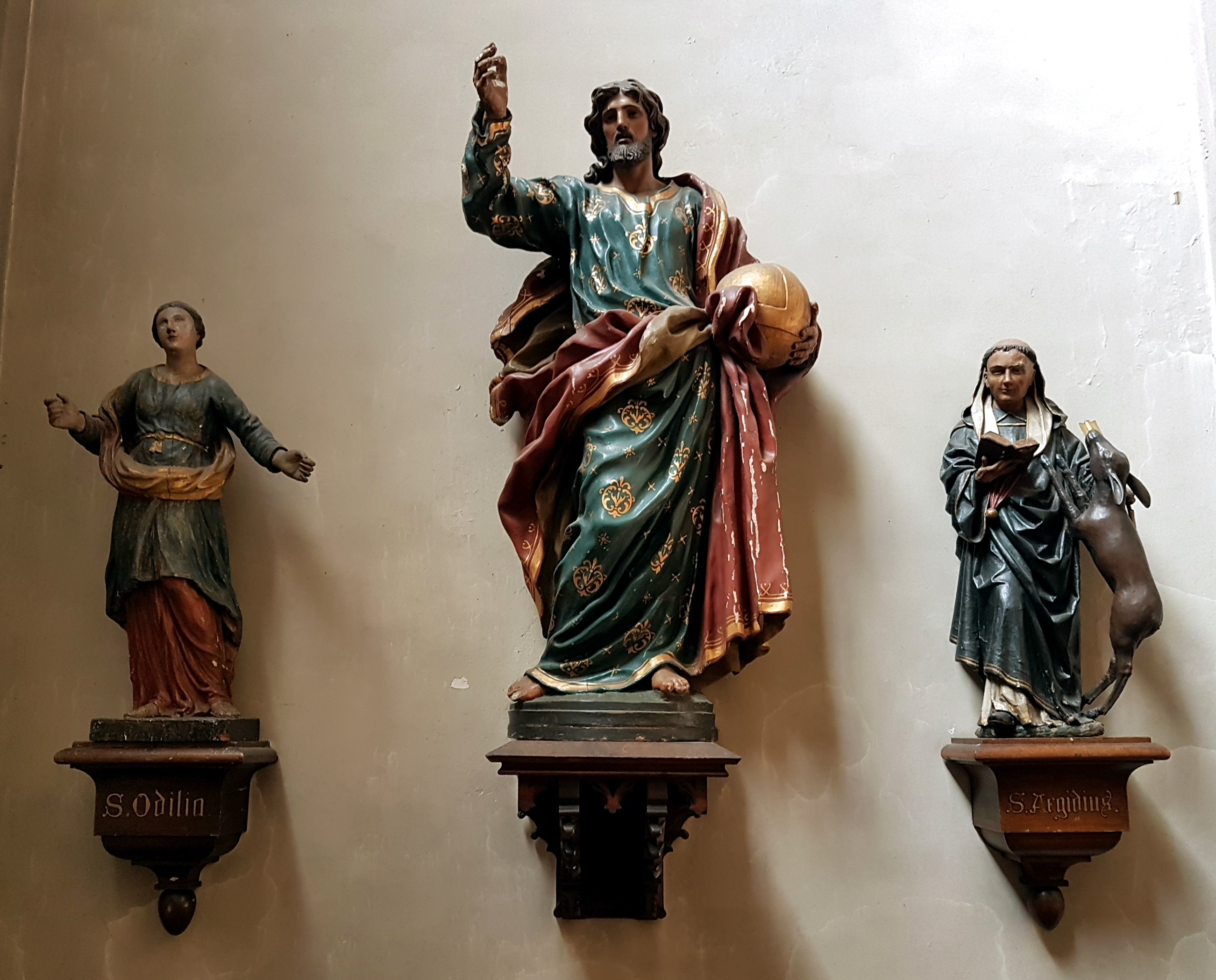
Christus en twee heiligen
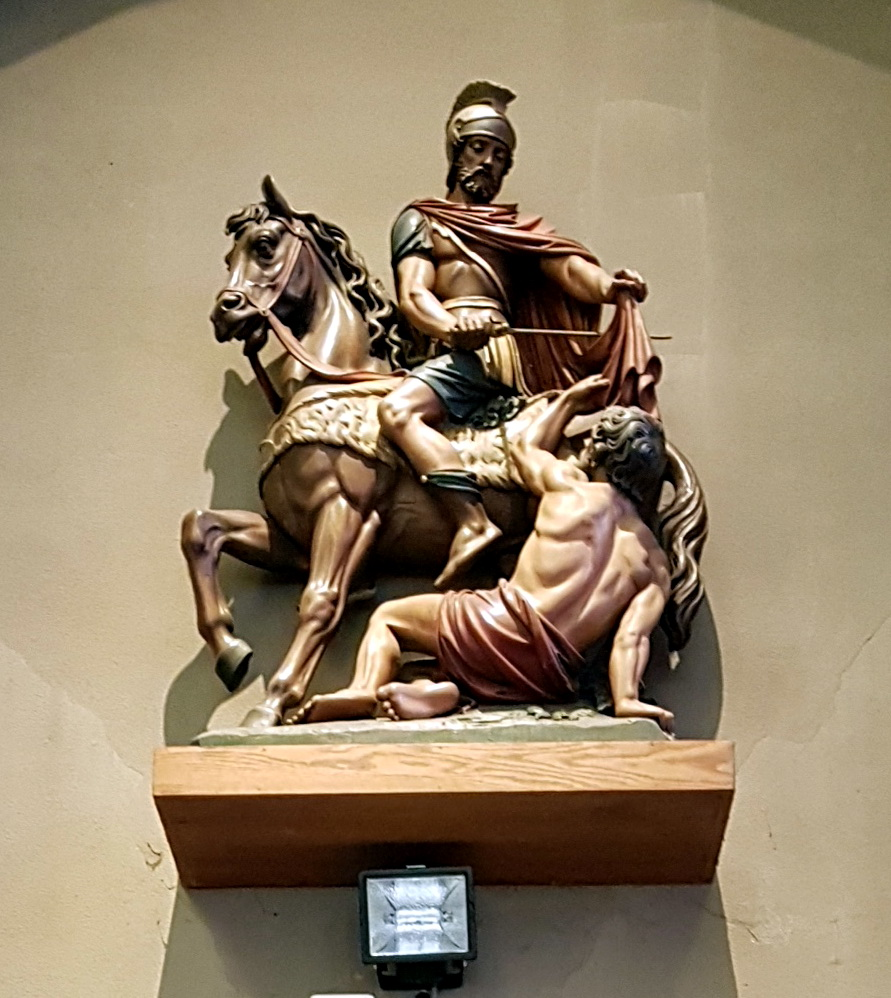
Reliëf Sint-Martinus
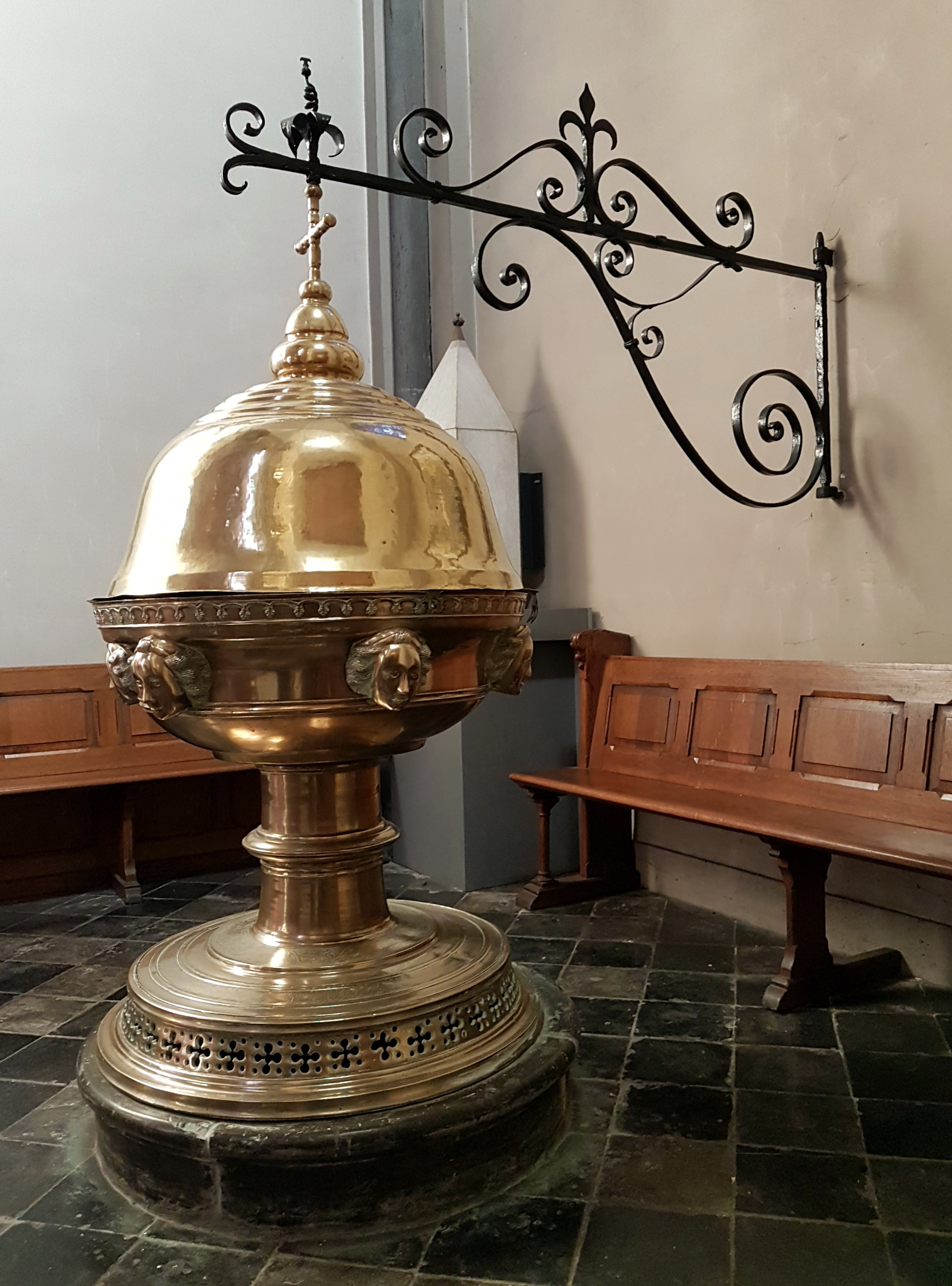
Doopvont

### Orgel
De Sint-Martinuskerk beschikt over een 3-manuaals orgel dat in 1878 gebouwd werd door de Maastrichtse orgelbouwer Pereboom & Leijser. Het orgel is een van de twee 3-klaviers orgels die Pereboom & Leijser nieuw gebouwd heeft en is nog in volledig originele staat. Wegens ruimtegebrek is het groot octaaf van het Recit niet geplaatst.

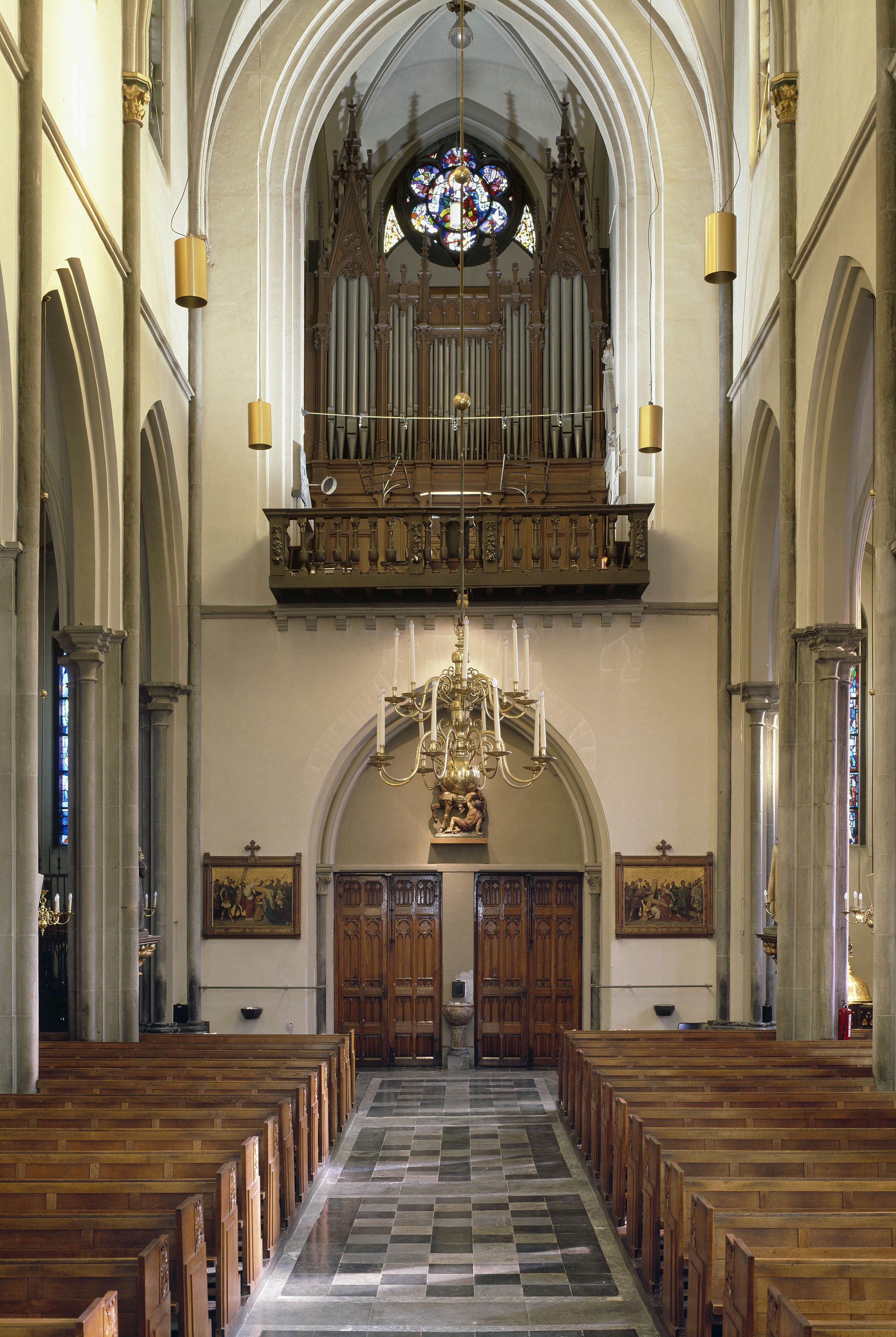
Zicht op het orgel

| I Grand Orgue    |     |
| Montre           | 16′ |
| Bourdon          | 16′ |
| Montre           | 8′  |
| Bourdon          | 8′  |
| Viola di Gamba   | 8′  |
| Prestant         | 4′  |
| Flûte harmonique | 4′  |
| Octave           | 2′  |
| Fourniture       | III |
| Cornet (diskant) | V   |
| Trompette        | 8′  |
| Clairon          | 4′  |

| II Positief |     |
| Bourdon     | 16′ |
| Montre      | 8′  |
| Salicional  | 8′  |
| Mélophone   | 8′  |
| Bourdon     | 8′  |
| Prestant    | 4′  |
| Flûte       | 4′  |
| Trompette   | 8′  |

| III Récit (discant) |    |
| Flûte harmonique    | 8' |
| Bourdon             | 8′ |
| Salicional          | 8′ |
| Flageolet           | 2′ |
| Hautbois            | 8′ |
| Voix Humaine        | 8′ |

| Pédale    |              |
| Montre    | 16′          |
| Flûte     | 8′           |
| Quintaton | 8′ (=5 1/3') |
| Bombarde  | 16′          |

## Maquette
In het Roermondse Cuypershuis, het voormalige atelier van de architect, bevindt zich een maquette van de Sint-Martinuskerk uit de bouwtijd, die mogelijk door Cuypers zelf is vormgegeven. De houten maquette stond op 13 mei 1857, de dag van de eerstesteenlegging, op de plek van het toekomstige altaar opgesteld. Het schaalmodel geeft door zijn forse afmetingen een gedetailleerd beeld van het exterieur van de kerk.

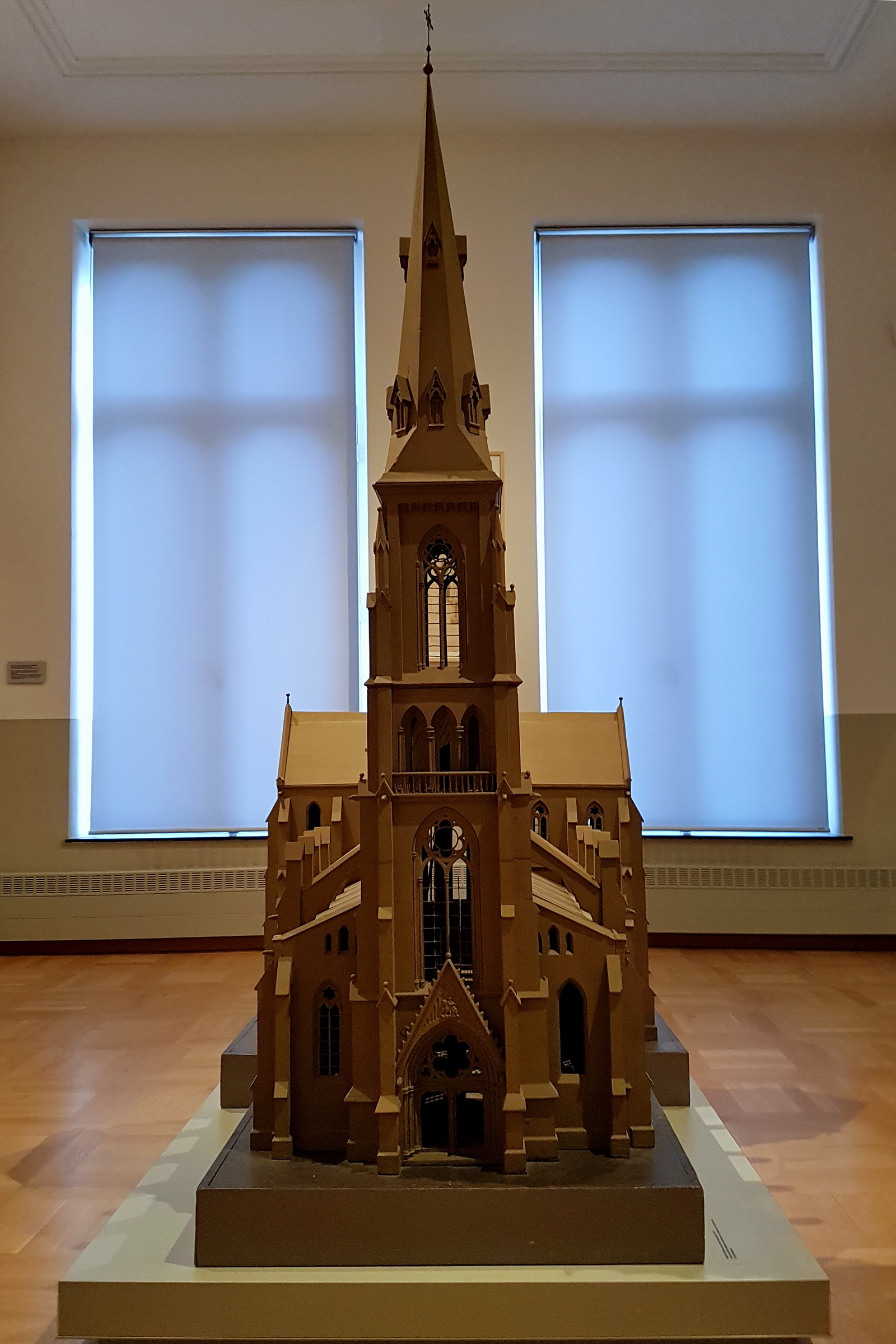
Vooraanzicht
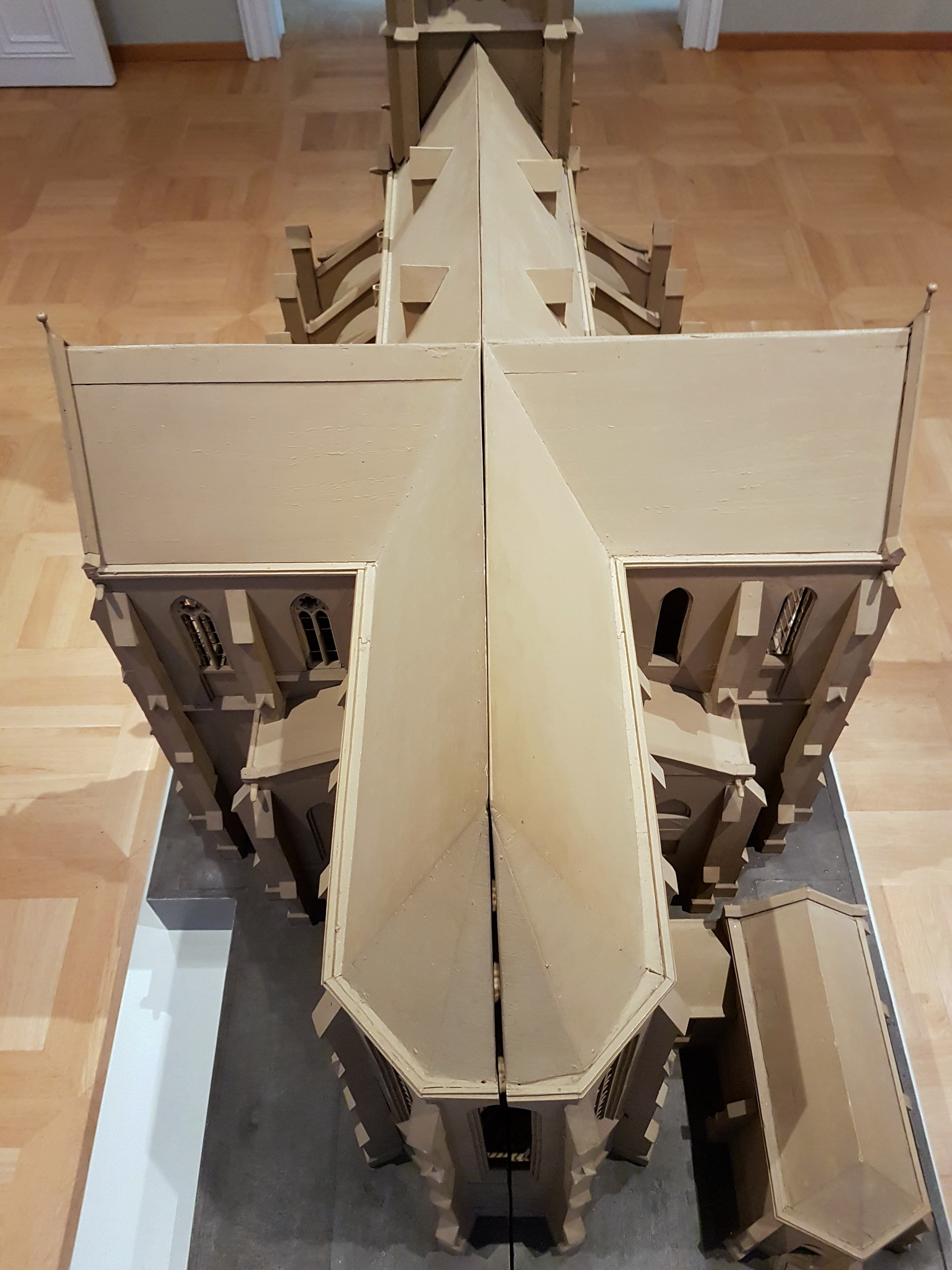
Bovenaanzicht
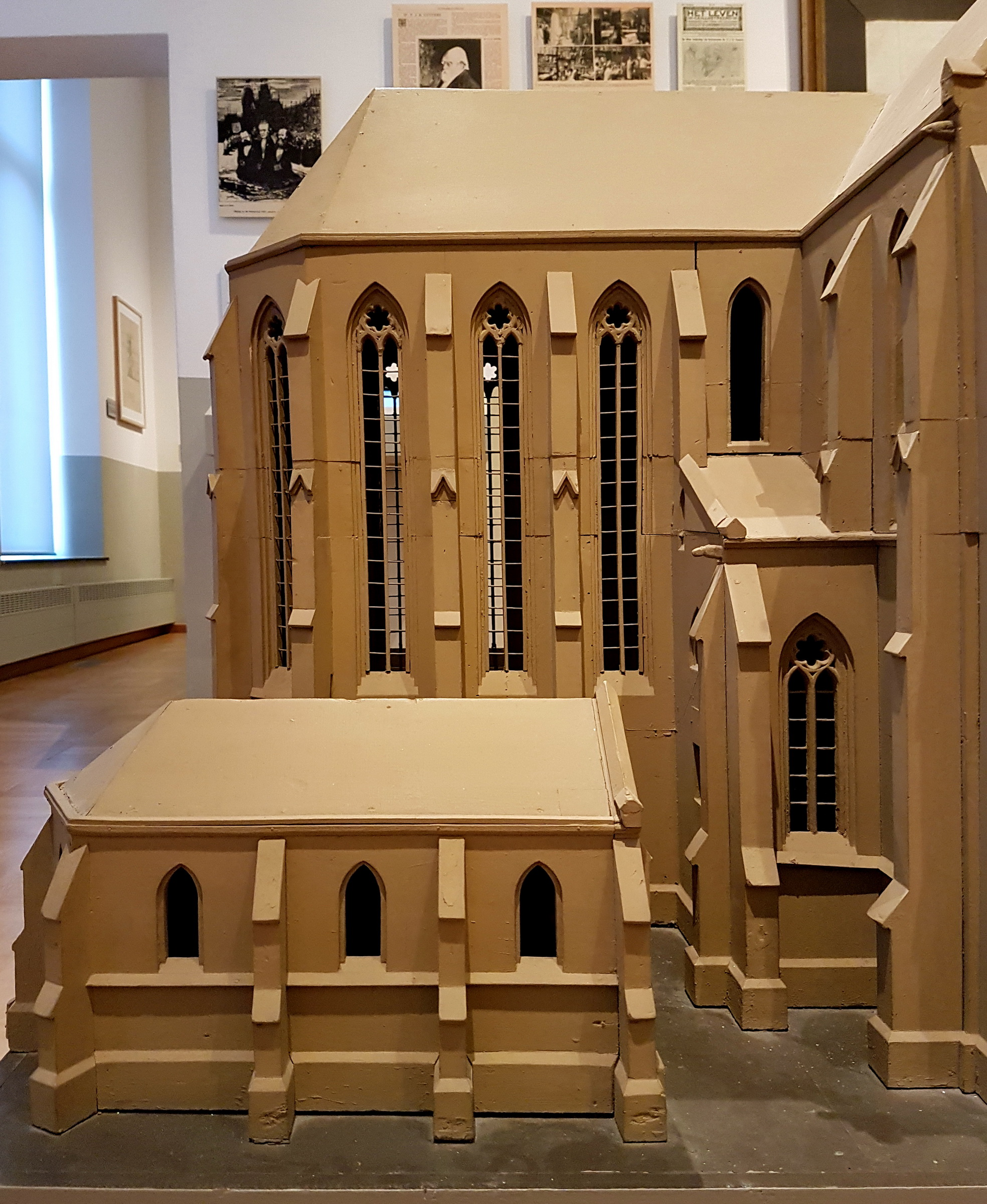
Koor en niet-gebouwde kapel
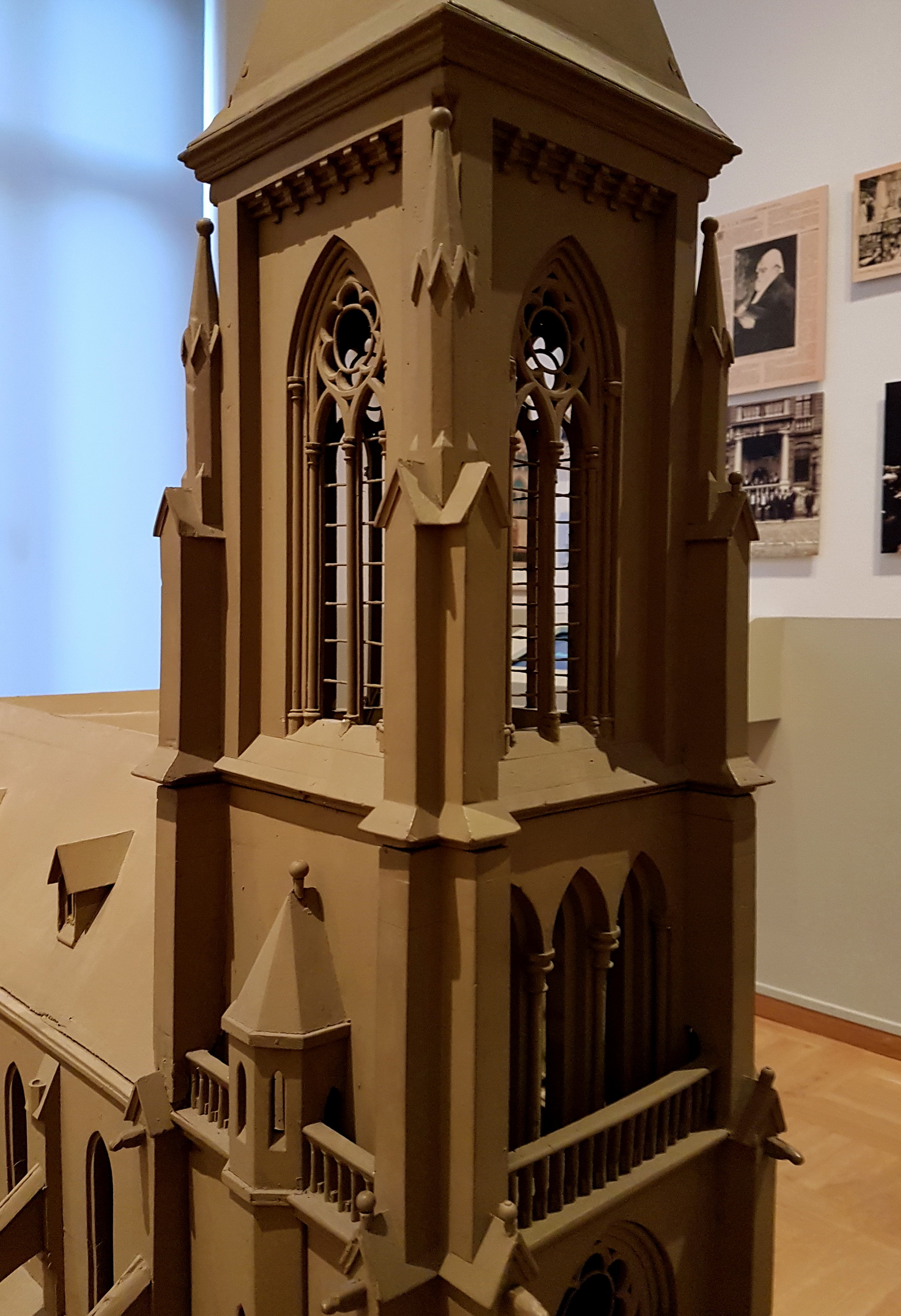
Torendetail